# David Cooper (hockeista su ghiaccio)
David Cooper (Ottawa, 2 novembre 1973) è un ex hockeista su ghiaccio canadese, di ruolo difensore. Trascorse la maggior parte della propria carriera in Nordamerica, oltre ad alcune esperienze in Europa, compresa l'Italia, con le maglie di Asiago, Alleghe e Pontebba.

## Carriera
Alto 188 cm per 93 kg di peso, ha esordito nella stagione 1989-90 con i Medicine Hat Tigers (WHL). Esordì nel mondo professionistico in American Hockey League con i Rochester Americans, con cui vince il titolo nella stagione 1995-1996. Per il resto degli anni 1990 orbitò intorno ai Toronto Maple Leafs, giocando soprattutto con gli affiliati St. John's Maple Leafs.
Nel 1999 fece la prima esperienza all'estero, nella Deutsche Eishockey-Liga, con la maglia dei Kassel Huskies. Dopo un altro anno in America disputò una stagione con gli Eisbären Berlin. Nella stagione 2002-03 disputò solo 10 partite con la maglia della SKA San Pietroburgo, per poi tornare ancora in DEL presso gli Iserlohn Roosters.
Giunse in Italia nella stagione 2004-05 giocando dapprima nell'Hockey Club Asiago, per poi passare all'Alleghe Hockey. Dopo una parentesi di due anni in Danimarca con i Rødovre Mighty Bulls, concluse la propria carriera al termine della stagione 2007-08 a Pontebba, dopo aver vinto una Coppa Italia.

## Palmarès

### Club
- Calder Cup: 1

Rochester: 1995-1996
- Coppa Italia: 1

Pontebba: 2007-2008

### Individuale
- WHL All-Star Team: 1

1991-1992
- AHL Second All-Star Team: 1

1997-1998